# Amidasa
Una amidasa (EC 3.5.1.4), es una enzima que cataliza la hidrólisis de una amida:
Por lo tanto los dos sustratos de esta clase de enzimas son una amida monocarboxílica y agua, mientras que sus dos productos son un monocarboxilato y amoníaco.

## Clasificación
Esta clase de enzimas pertenece a la familia de las hidrolasas, dentro del grupo de las hidrolasas que actúan sobre enlaces carbono-nitrógeno diferentes a los enlaces peptídicos, y más específicamente a las que actúan sobre amidas lineales.

## Nomenclatura
El nombre sistemático de esta clase de enzimas es acilamida amidohidrolasa. Otros nombres de uso común pueden ser acilamidasa, acilasa (en desuso), amidohidrolasa (ambiguo), deaminasa (ambiguo), acilamidasa, N-acetilaminohidrolasa (ambiguo)

## Papel biológico
Esta enzima participa en seis vías metabólicas: el ciclo de la urea y en el metabolismo de los grupos amino; en el metabolismo de la fenilalanina; en el metabolismo del triptófano, en el metabolismo de los cianoaminoácidos, en la degradación del benzoato por la vía de unión a CoA, y en la degradación del estireno.
Las amidasas contienen una secuencia conservada de aproximadamente 130 aminoácidos, conocida como la secuencia AS. Se encuentran ampliamente distribuidas, tanto en los procariotas como en los eucariotas. Las enzimas AS catalizan la hidrólisis de un enlace amida (CO-NH
2; aunque la familia ha divergido ampliamente para alcanzar diferentes especificidades de sustrato y función. Sin embargo estas enzimas mantienen un núcleo estructural de tipo alfa/beta/alfa; donde las topologías de las mitades N- y C- terminales son similares.
Las enzimas AS característicamente poseen una región C- terminal altamente conservada, rica en serina y glicina; pero carente de ácido aspártico e histidina; por lo que difieren de las serina hidrolasas clásicas. Estas enzimas poseen una secuencia única, altamente conservada, en la que destaca la tríada catalítica Ser-Ser-Lys utilizada para la hidrólisis de amidas, aunque el mecanismo catalítico para los intermediarios de la reacción acil-enzima pueden diferir entre diferentes enzimas.
Algunos ejemplos de enzimas que contienen la firma AS:
- Péptido amidasa (Pam),[1] que cataliza la hidrólisis de los enlaces amida C- terminales de los péptidos.

- Ácido graso amida hidrolasas,[2] los cuales hidrolizan amidas de ácidos grasos (p.ej. anandamida cannabinoide y oleamidas inductoras del sueño), por lo que controlan los niveles y duración de la regulación de la expresión génica mediada por diversas clases de transmisores lipídicos.

- Malonamidasa E2,[3] la cual cataliza la hidrólisis del malonamato en malonato y amoníaco, y que se encuentra involucrada en el transporte de nitrógeno fijado desde los bacterioides hacia las células de las plantas en el metabolismo simbiótico del nitrógeno..

- Subunidad A de la Glu-ARNt(Gln) amidotransferasa,[4] una enzima heterotrimérica que cataliza la formación de Gln-ARNt(Gln) por transamidación del Glu-ARNt(Gln) vía amidólisis de glutamina.

## Estudios estructurales
Hasta el año 2007, se habían resuelto dos estructuras para esta clase de enzimas, con los siguientes códigos de acceso a PDB: 2PLQ y 2UXY.